# آدم كونيغ
آدم كونيغ (بالإنجليزية: Adam Koenig)‏ هو سياسي أمريكي، ولد في 22 فبراير 1971 في كوفينغتون في الولايات المتحدة. حزبياً، نشط في الحزب الجمهوري.

## وصلات خارجية
- الموقع الرسمي